# Kacper Ziemiński
Kacper Ziemiński (ur. 4 listopada 1990 w Więcborku) – polski żeglarz, startujący w olimpijskiej klasie Laser, reprezentujący barwy klubowe Pogoni Szczecin. W 2004 w Ekwadorze na Mistrzostwach Świata zajął 6. miejsce w klasie Optimist. W 2005 zdobył drużynowe Mistrzostwo Świata. Dwukrotny drużynowy Mistrz Europy, raz w roli kapitana w klasie Optimist. Trzykrotny Mistrz Polski Seniorów w klasie 470, raz wicemistrz. Wystartował na Igrzyskach Olimpijskich w Pekinie zajmując 19. miejsce w klasie 470. Podczas tych zawodów był najmłodszym polskim żeglarzem.
Po Igrzyskach w Pekinie rozpoczął karierę na jednoosobowej klasie Laser wielokrotnie stając na podium Mistrzostw Polski.
W 2011 zdobył brązowy Medal Mistrzostw Europy Juniorów. Ostatnie największe sukcesy Kacpra to 5. miejsce na Mistrzostwach Europy Seniorów w Dublinie w 2013, brązowy medal na regatach Pucharu Świata w Chinach w 2013 oraz start na Igrzyskach Olimpijskich w Londynie zajmując 17. miejsce. Obecnie trenowany przez Chorwata Joza Jakelicia.